# ぼりばあ丸
ぼりばあ丸 （ぼりばあまる）は、かつてジャパンラインが所有していた撒積貨物船で、1969年、太平洋に沈没した。
石川島播磨重工業東京第二工場（東京都江東区豊洲）でブロック工法により建造された。

## 沈没事故
1968年12月10日、ぼりばあ丸はペルーのサンニコラスで1、3、5番船倉に鉄鉱石計53,746トンを積んで川崎港に向け出港。
1969年1月4日、風力階級8の強風を左舷船首から受けながら、8.7ノットの平均速力で航行していた。1月5日午前10時30分頃、千葉県野島崎南東沖合、北緯33度0分東経144度36分付近にて突然2番船倉付近から船首船体が折損。船首部が脱落して航行不能となり、機関を停止して遭難信号を発し、非常退船準備に入ったが、救命ボート降下の準備中だった午前11時27分、船倉内への大量浸水のため突如船首方向を下にし、垂直状態になって沈没した。付近を航行中の貨物船健島丸が、遭難信号を受信して現場に急行し、12時過ぎに漂流していた2名を救助したが、船長を含む乗組員31名が行方不明となり、死亡認定された。
当時船体強度の不足と応力の集中が原因かもしれないとされたが（コンピューターによる構造シミュレーションは当時まだできなかった）、原因の解明は本船のみの沈没では行えず、
1972年11月28日に行われた横浜地方海難審判庁の裁決及び運輸省の報告でも原因は不明とされた。
しかし、ぼりばあ丸の進水後及び定期検査において損傷が多く発生していたことが明らかにされ、この後に続いた5年未満の新造バルクキャリア船型、鉱石運搬船の連続沈没により、ようやく沈没原因の全体像が明らかになった。
ぼりばあ丸が沈没に至った主な原因としては、
- 水密隔壁数の不足（一般貨物船が9枚以上と規定されているが、ぼりばあ丸は7枚しかなかった）
- 隆起甲板横造（船体強度を増す目的で採用されたが、今日では採用されていない）
- 適用基準の不備（ぼりばあ丸は鉱石船、撒積貨物船の規定ではなく、一般貨物船の規定で造られていた）
- バラストタンクの防食不備
- 鋼材の問題（低温脆性を起こす高炭素鋼が使われた可能性を否定できない）
- 溶接不良

が指摘された。
就役からわずか3年3か月でのぼりばあ丸の沈没は、社会に大きな衝撃を与え、造船技術審議会は鉱石運搬船特別部会を設置し、当時の運輸大臣に対策を答申した。